# Назаров, Артём Вячеславович
Артём Вячеславович Назаров (туркм. Artýom Wýaçeslawowiç Nazarow, 20 июня 1977) — туркменистанский и российский футболист, полузащитник. Выступал за сборную Туркменистана.

## Биография
Родился 20 июня 1977 года.
Воспитанник ашхабадского футбола. Играл в футбол на позиции полузащитника. Начал профессиональную карьеру в 1998 году в составе «Копетдага» из Ашхабада. В 1999 году в его составе завоевал первый трофей — Кубок Туркменистана.
С 2000 года играл за «Нису» из Ашхабада. Выступал в её составе до 2004 года, завоевал две золотых (2001, 2003), две серебряных (2002, 2004) и одну бронзовую (2000) медаль чемпионата Туркменистана.
В 2005 году перебрался в Россию. Выступал за саранскую «Мордовию», игравшую во втором дивизионе и занявшую 7-е место в зональном турнире. Провёл 27 матчей в первенстве страны и 3 матча в Кубке России, мячей не забивал.
После этого вернулся в «Нису», за которую играл в 2006 году.
Назаров дважды участвовал в Кубке чемпионов Содружества: в 1999 году в составе «Копетдага» (вышел на замену в 2 матчах), в 2004 году в составе «Нисы» (сыграл в 3 матчах).

### Карьера в сборной
На счету Назарова 8 матчей и 1 гол в составе сборной Туркменистана. Он дебютировал в её составе 12 ноября 2003 года в Балканабаде, где туркмены в поединке отборочного турнира Кубка Азии выиграли у сборной Шри-Ланки (3:0). В июле 2004 года в составе сборной Туркменистана участвовал в финальном турнире Кубка Азии в Китае. Участвовал в одном из трёх матчей национальной команды, сыграв против сборной Узбекистана (0:1).
Единственный гол забил 9 октября 2004 года в ворота сборной Шри-Ланки в матче отборочного турнира чемпионата мира (2:2).

## Достижения

### В качестве игрока
Копетдаг
- Обладатель Кубка Туркменистана (1): 1999.

 Ниса
- Чемпион Туркменистана (2): 2001, 2003.
- Серебряный призёр чемпионата Туркменистана (2): 2002, 2004.
- Бронзовый призёр чемпионата Туркменистана (1): 2000.